# Abdel Aziz al-Rantissi
 (juillet 2008).
Si vous disposez d'ouvrages ou d'articles de référence ou si vous connaissez des sites web de qualité traitant du thème abordé ici, merci de compléter l'article en donnant les références utiles à sa vérifiabilité et en les liant à la section « Notes et références ».
Abdel Aziz Al-Rantissi (23 octobre 1947 - 17 avril 2004) (en arabe عبدالعزيز الرنتيسي) est un médecin (pédiatre) et homme politique palestinien, cofondateur du mouvement politique et paramilitaire Hamas. Il est le frère de Mohamed al-Rantissi.

## Biographie

### Jeunesse
Il est né dans le village de Yubna près de Jaffa le 23 octobre 1947. Sa famille a fui après la guerre de 1948 en direction de la bande de Gaza.
Elle s'est installée dans le camp de réfugiés de Khan Younis.
Abdel Aziz Al-Rantissi alors âgé de six mois vécut dans une petite maison avec ses neuf frères et ses deux sœurs.
Il est allé à l'école à l'âge de six ans dans l'école de l'agence de secours et de travaux des Nations unies pour les réfugiés palestiniens.
À six ans, du fait de l'extrême pauvreté de sa famille, il commença à travailler pour participer à la charge de son foyer.

### Rôles
Il finit ses études secondaires en 1965.
Il continue ses études dans la faculté de médecine d'Alexandrie, en Égypte, et il obtient son diplôme de médecine pédiatrique en 1972.
Pendant ses études en Égypte, Abdel Aziz al-Rantissi est particulièrement influencé par la philosophie des Frères musulmans.
Par la suite, il décida de se spécialiser dans la pédiatrie dans la même faculté.
Puis en 1976, il retourne à Gaza après avoir fini ses études. Il commence à travailler comme médecin interne dans l'hôpital de Nasser, le plus grand centre médical de Khan Younis.
Il devient membre des Frères musulmans la même année.
Il s'est marié et a eu six enfants, deux garçons et quatre filles.
Il fut membre du centre islamique de l'association médicale arabe à Gaza et du Croissant-Rouge palestinien, et il devient membre du conseil administratif du Complexe Islamique, une société médicale à Gaza.
En 1978, il s’associe à l'ouverture de la Faculté de Science de l’Université Islamique de Gaza.
Par la suite il commence à travailler dans cette même université islamique où il enseignait des cours de génétique et de parasitologie, il devient aussi chef pédiatre à l’hôpital gouvernemental de Khan Younis.

### Arrestations
Il fut arrêté en 1983 parce qu'il avait refusé de payer ses impôts aux autorités israéliennes.
Le 5 janvier 1988, il fut arrêté à nouveau pour une période de 21 jours.
En 1987, il fut l'un des fondateurs avec d'autres activistes dont Ahmed Yassine du mouvement de la résistance islamique, le Hamas.
Le 4 février 1988, il a été arrêté pour la troisième fois par les autorités israéliennes.
Il est resté deux ans et demi en prison pour ses activités contre l'État d'Israël.
Il fut libéré le 4 septembre 1990 pour ensuite être arrêté et incarcéré administrativement pour une période d'un an. Pendant son séjour en prison, il fut enfermé dans la même cellule que Ahmed Yassine.
Le 17 décembre 1992, il fut expulsé par les autorités israéliennes avec près de 416 activistes, dignitaires et cadres du Hamas et du Jihad islamique égyptien au sud Liban.
Il a ensuite été nommé porte-parole des expulsés qui se sont rassemblés dans le camp Al-Awda dans la province de Marj el Zouhour, pour obliger les autorités israéliennes à les ramener en Palestine.
Puis par la suite, il rentra en Palestine où il fut arrêté et condamné par un tribunal militaire israélien, il resta en prison jusqu'au milieu de l'année 1997.
Un an plus tard, il fut une nouvelle fois arrêté par les forces de sécurité de l'autorité palestinienne le 10 avril 1998.
Il fut libéré quelques mois plus tard en raison du décès de sa mère.
Il a été arrêté et libéré trois fois, la troisième fois, il a été libéré après avoir pratiqué une grève de la faim après que la prison fut bombardée par les avions israéliens.
Il passa 27 mois dans les prisons palestiniennes.
En 1999 à sa sortie de prison, Rantissi redevient le « bras droit » d'Ahmed Yassine.
Abdel Aziz ar-Rantissi remplace Salah Shehadeh et Ibrahim Maqadma comme personne de contact entre l’aile militaire et l’aile politique du Hamas, après qu’ils furent assassinés par l’armée israélienne.
Il est réputé au sein du Hamas pour être un dur et refuse tout compromis avec l'État hébreu.

### Tentative d'assassinat
Le 10 juin 2003, il échappe à une tentative d'assassinat israélienne dont les hélicoptères Apache tirent une roquette sur sa voiture.
Il est sorti de la voiture juste avant qu'elle ne se fasse détruire par la roquette. Lui et son fils sont blessés.

### Assassinat
Le 22 mars 2004, après la mort d'Ahmed Yassine dans un tir d'hélicoptère Apache, il a été élu comme chef général du Hamas dans la bande de Gaza.
Le samedi 17 avril 2004 au soir, il fut grièvement blessé lors d’un raid aérien israélien dans la ville de Gaza.
Un hélicoptère Apache a tiré deux roquettes sur sa voiture dans laquelle il se trouvait avec un garde du corps, Akram Nassar, et son fils Mohammed, âgé de 27 ans qui ont été également tués. Six passants qui se trouvaient à proximité ont été blessés. D'après un témoin, Rantissi est sorti de sa voiture, a couru une quinzaine de mètres avant de s'effondrer et de perdre connaissance. Il a été transféré en urgence dans un état critique dans un hôpital de Gaza, des éclats l'ont touché à la tête.
Il mourut de la suite de ses blessures à l’hôpital Al-Shifa de Gaza. Il avait déclaré quelques semaines avant l'attaque israélienne « Entre une crise cardiaque et un Apache, je préfère être tué par un Apache »,.

## Réaction internationale
L'Union européenne a condamné ce raid israélien. Dans un communiqué, Javier Solana haut représentant de l'UE pour la politique étrangère a rappelé « L'Union Européenne a invariablement condamné les meurtres extrajudiciaires ».
Les États-Unis n'ont pas condamné ce raid mais ont appelé les Israéliens à « réfléchir attentivement aux conséquences de leurs actes ».